# Plan B (película de 2001)
Plan B es una película estadounidense-danesa de comedia, drama y crimen de 2001, dirigida por Greg Yaitanes, escrita por Lisa Lutz y Toriqul Islam, musicalizada por Brian Tyler, en la fotografía estuvo John Peters y los protagonistas son Frank Pellegrino, Paul Sorvino y Anthony DeSando, entre otros. El filme fue producido por Half Moon Entertainment y New Moon Productions; se estrenó el 14 de junio de 2001.

## Sinopsis
Fran Maloni es una contadora. Luego del fallecimiento de su esposo, el hermano de este, jefe de la mafia, le da un trabajo para que pague las deudas que dejó su marido.